# مورون بس باغ (سر أسياب يوسفي)
مورون بس باغ (بالفارسية: مورون پس باغ) هي قرية تقع في إيران في قسم سر أسياب يوسفي الريفي. يقدر عدد سكانها بـ 150 نسمة .